# شعار بنغلاديش
اعتمد الشعار الوطني لبنغلاديش وقت قصير من استقلالها في عام 1971.
يتكون الشعار من زهرة زنبق الماء طافية على الماء، وتحدها حزم الأرز على الجانبين ويعلو الشعار أربعة نجوم وثلاث اوراق جوت متصلة في القمة. ترمز مكونات الشعار إلى عدة معانٍ فزنبق الماء تسمى الزهرة الوطنية، والنهر يمثل العديد من الانهار التي تخترق بنغلاديش، ووجود الأرز يأتي من أهميته كغذاء اساسي للبنغاليين واهميته للزراعة في بنغلاديش، وتمثل النجوم الأربعة المبادئ الأساسية الأربعة التي كانت مكرسة اصلاً في الدستور الأول لبنغلاديش في عام 1972 القومية والعلمانية والاشتراكية والديمقراطية.

تصف المادة الثالثة من دستور بنغلاديش تفاصيل الشعار كما يلي:
الشعار الوطني للجمهورية تتوسطه الزهرة الوطنية على المياه، وعلى كل جانب هنالك ساق من ارز وفي اعلاه يوجد ثلاث اوراق جوت و4 نجوم.

## معرض

شعار حكم البنغال خلال الراج البريطاني
الختم الرئاسي من بنغلاديش
ختم رئيس وزراء بنغلاديش
شعار باكستان الشرقية